# Rallye Dakar 2003

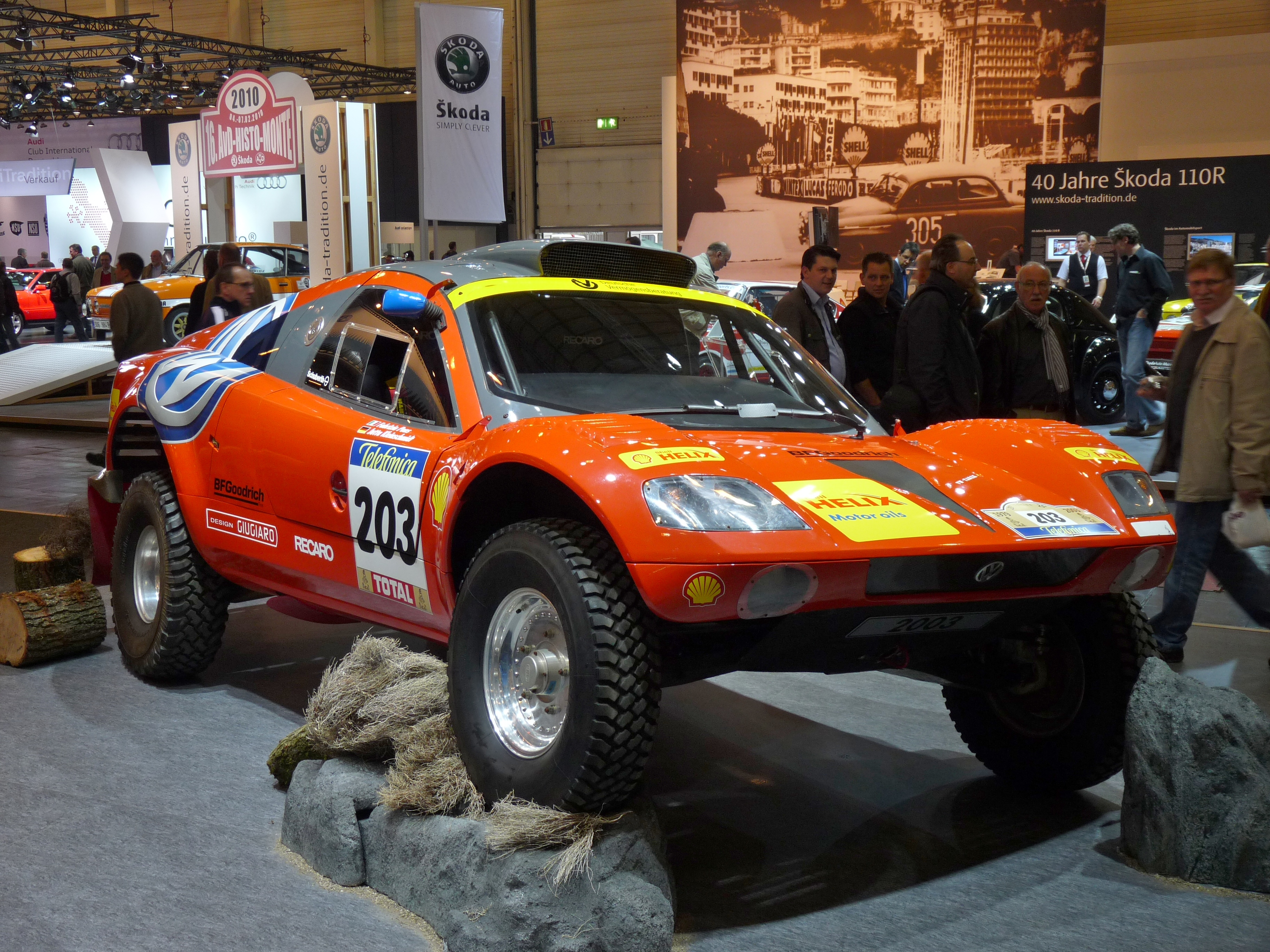
Jutta Kleinschmidts VW Tarek

Die Rallye Dakar 2003 (Dakar) war die 25. Ausgabe der Rallye Dakar. Sie begann am 1. Januar 2003 in Marseille und endete am 19. Januar 2003 in Scharm asch-Schaich.
Die Strecke führte über 8.552 km (davon 5.216 Wertungskilometer) durch Frankreich, Spanien, Tunesien, Libyen und Ägypten. Die ersten fünf Plätze in der PKW-Wertung gewann Mitsubishi. Volkswagen nahm mit fünf Fahrzeugen erstmals seit 1980 wieder an der Rallye teil.
An der Rallye nahmen insgesamt 343 Fahrzeuge – 130 Autos, 162 Motorräder und 51 LKW – teil.

## Endwertung

### PKW
|    | Fahrer               | Fahrzeug                    |
| -- | -------------------- | --------------------------- |
| 1. | Hiroshi Masuoka      | Mitsubishi Pajero Evolution |
| 2. | Jean-Pierre Fontenay | Mitsubishi Pajero Evolution |
| 3. | Stéphane Peterhansel | Mitsubishi Pajero Evolution |

### LKW

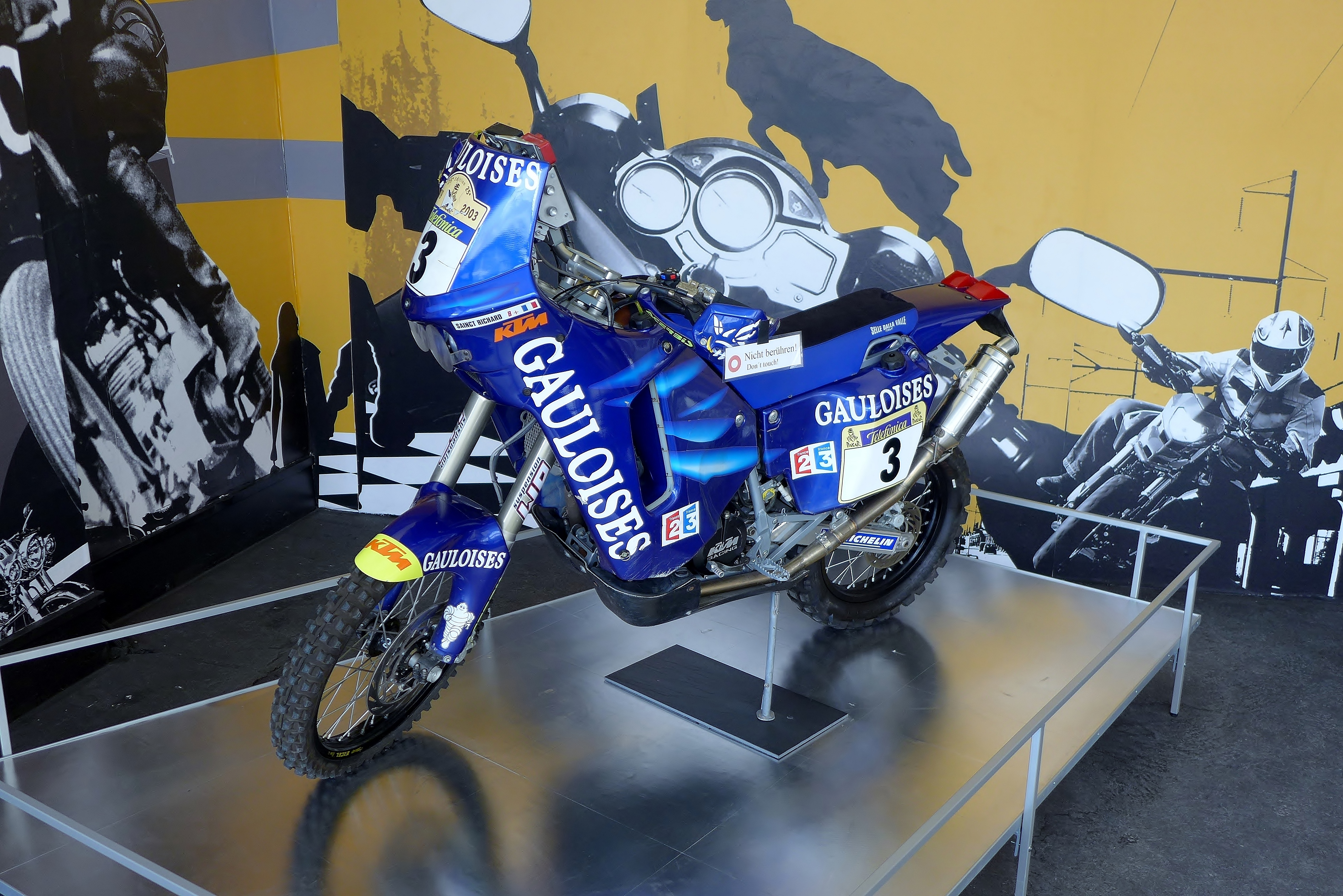
Gewinnerfahrzeug bei den Motorrädern

|    | Fahrer            | Fahrzeug  |
| -- | ----------------- | --------- |
| 1. | Wladimir Tschagin | KAMAZ     |
| 2. | André de Azevedo  | Tatra 815 |
| 3. | Firdaus Kabirow   | KAMAZ     |

### Motorräder
|    | Fahrer         | Fahrzeug |
| -- | -------------- | -------- |
| 1. | Richard Sainct | KTM      |
| 2. | Cyril Despres  | KTM      |
| 3. | Fabrizio Meoni | KTM      |